# Besian Idrizaj
Besian Idrizaj (ur. 12 października 1987 w Baden zm. 15 maja 2010 w Linzu) – austriacki piłkarz pochodzenia albańskiego grający na pozycji napastnika. Piłkarz m.in. Swansea City.

## Kariera
Besian Idrizaj rozpoczął karierę w klubie Admira Linz, skąd w 2003 przeszedł do zespołu LASK Linz.
W lecie 2005 przeszedł do zespołu Liverpool F.C. podpisując 2 letni kontrakt. Pierwszego sezonu gry na Anfield Road młody zawodnik nie mógł uznać za udany. Cały czas był nękany różnymi kontuzjami, które nie pozwoliły mu przebić się do pierwszego składu. Idrizaj zadebiutował w pierwszej drużynie w sparingu z ekipą Wrexham A.F.C. Zagrał pierwsze 45 minut, obok Craiga Bellamy'ego.
W 2007 został wypożyczony do zespołu Luton Town F.C.
22 sierpnia 2009 zawodnik podpisał kontrakt z zespołem Swansea City A.F.C. Zagrał tylko w 3 spotkaniach swojej nowej drużyny.

## Śmierć
Idrizaj zmarł 15 maja 2010 w Linzu, dwa tygodnie po zakończeniu rozgrywek angielskiej Championship. Doniesienia sugerują, iż 22 letni piłkarz zmarł na zawał serca podczas snu.